# Stigmatogobius borneensis
Stigmatogobius borneensis es una especie de pez de la familia de los Gobiidae en el orden de los Perciformes.

## Morfología
- Los machos pueden llegar a alcanzar los 7 cm de longitud total.
- Número de vértebras: 26.[1][2]

## Hábitat
Es un pez de Agua dulce, de clima tropical y demersal

## Distribución geográfica
Se encuentra en Singapur e Indonesia. 

## Observaciones
Es inofensivo para los humanos. 